# Harold Fraser
Harold William Fraser, detto Harry (Woodstock, 26 ottobre 1872 – Ottawa Hills, 4 gennaio 1945), è stato un golfista statunitense.

## Carriera
Fraser partecipò ai Giochi olimpici di Saint Louis 1904, dove vinse una medaglia di bronzo nel torneo a squadre. Nella stessa Olimpiade, prese parte al torneo individuale, in cui fu sconfitto ai sedicesimi di finale da Chandler Egan.

## Palmarès
In carriera ha conseguito i seguenti risultati:
- Giochi olimpici

St. Louis 1904: una medaglia di bronzo nel torneo a squadre.